# Her Western Adventure
Her Western Adventure è un cortometraggio muto del 1921 scritto, interpretato e diretto da Grace Cunard. Fu l'ultimo film diretto da Cunard che, nella sua carriera essenzialmente di attrice, fu anche regista di sedici pellicole.

## Produzione
Il film fu prodotto dalla Star Ranch.

## Distribuzione
Distribuito dalla C.B.C. Film Sales Corp., il film uscì nelle sale cinematografiche USA il 10 marzo 1921.